# Inseparabili (album)
Inseparabili este cel de-al doilea album de studio al cântăreței Anna Lesko. De pe acest material discografic fac parte două single-uri, Inseparabili și Inocența. Inseparabili a devenit cel mai bine vândut album al artistei, primind discul de aur, pentru vânzări de peste 35,000 de exemplare.

## Lista Melodiilor
1. „Inocența”
2. „Inseparabili”
3. „În Inima Mea”
4. „Vreau mai Mult”
5. „Inseparabili” (remix)
6. „Stele”
7. „Hypnotic”
8. „Inseparabili”

Melodii Bonus
- „Inseparabili” (remix)
- „Inseparabili” (remix)